# Armee der Liebenden oder Aufstand der Perversen
Armee der Liebenden oder Aufstand der Perversen (El Ejército de los Amantes o la revuelta de los pervertidos) es un documental alemán de 1979 dirigido por Rosa von Praunheim. La película, rodada principalmente en San Francisco, relata el auge del activismo gay en los Estados Unidos entre 1972 y 1978, después de los disturbios de Stonewall y antes de la llegada de la epidemia del sida. Explora, entre otros temas, la unidad inicial formada en la época post-Stonewall, que se acabaría disgregando en numerosas facciones. El movimiento de liberación gay estadounidense, fortalecido por el asalto de las iniciativas antigay lideradas por Anita Bryant, parece zozobrar en la polarización y en el surgimiento de grupos de interés propio en un liderazgo cada vez más fracturado. La película analiza si la expresión sexual abierta y la promiscuidad ayudaban o perjudicaban la causa de los derechos de los homosexuales.
Entre los entrevistados se encuentran un nazi gay, estrellas de cine porno gay, portavoces de la Gay Activists Alliance y de la más conservadora National Gay Task Force, líderes de la Mattachine Society, las fundadoras de las Daughters of Bilitis, así como el novelista John Rechy, que defendía la promiscuidad masculina gay frente a la postura del director de que la obsesión con las «discos», los baños y los bares de orgías estaba dañando el movimiento gay.
 Grace Jones aparece en un mitin cantando I Need A Man, lo que le supone ser duramente criticada por una feminista lesbiana.